# Paulina Olga Guszalewicz
Paulina Olga Johanna Eugenia Alice Guszalewicz, verheiratete Kuckelkorn (* 27. April 1897 in Prag; † 15. Januar 1965 in Köln), war eine deutsche Porträt-, Mode-, Parlaments- und Pressezeichnerin der Bonner Republik.

## Leben

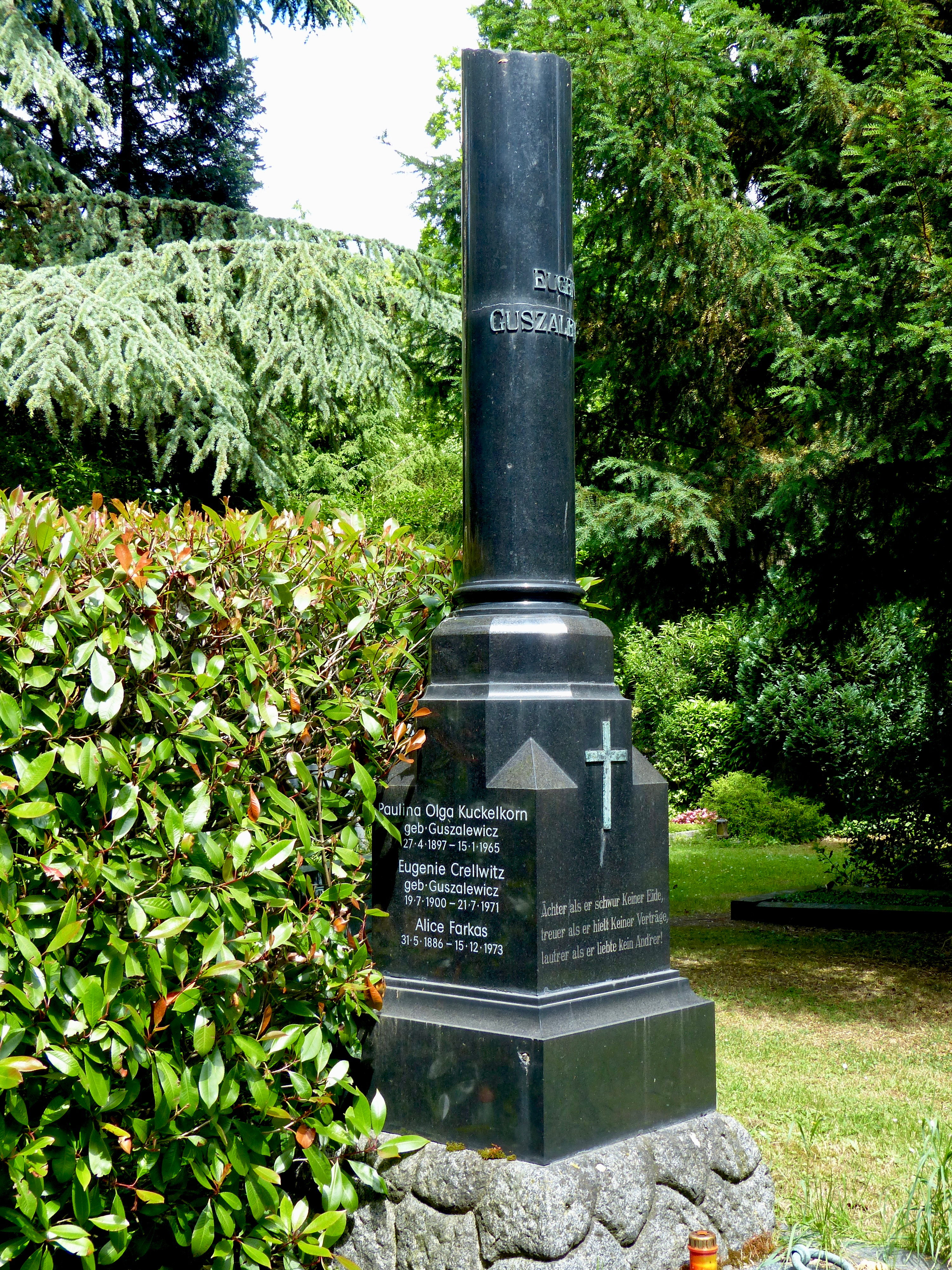
Grabmal auf dem Kölner Friedhof Melaten

Als Tochter der Kammersängerin Alice Guszalewicz und des Opernsänger Eugen Guszalewicz wechselte Paulina Olga Guszalewicz in der frühen Kindheit oft ihren Wohnort, da die Eltern aufgrund wechselnder Engagements von Prag, über Wien (1901), Bern (1903) nach Köln (1904) umzogen. In Köln besuchte sie von 1904 bis 1907 zunächst die Volksschule im Martinsfeld 44. Am 29. Mai 1907 starb ihr Vater Eugen. Ihre weiterführende Schulausbildung erhielt sie bis 1910 an der Höheren Mädchenschule A. Teschner in der Beethovenstraße und am Lyzeum Maria Drammer am Hohenstaufenring (1910 bis 1914). An der Kölner Kunstgewerbeschule belegte sie von 1917 bis 1919 Kurse in Bildhauerei bei Georg Grasegger und Wolfgang Wallner sowie in Architektur bei Philipp Häusler, einem früheren Assistenten von Josef Hoffmann.
Anfang der 1920er-Jahre folgte sie ihrer jüngeren Schwester Eugenie („Genia“) nach Berlin, die dort ein Engagement an der Staatsoper erhalten hatte. Dort erhielt sie im Mai 1922 eine Anstellung als Modezeichnerin beim Ullstein-Verlag. Am 26. März 1927 heiratete sie in Berlin den Geologen Leo Jakob Medard Kuckelkorn. Kuckelkorn stammte aus Köln; sein Vater führte hier das alteingesessene Bestattungsinstitut Pietät Medard Kuckelkorn. Nach der Hochzeit zog die Familie nach Köln um. Bis zur Fertigstellung ihres Hausneubaus in der Belvederestraße 86 in Köln-Müngersdorf wohnte die Familie bis 1931 in Braunsfeld, in der Fürst-Pückler-Straße 82. Das Ehepaar hatte zwei Söhne (Kore Frithjof * 1934, Fro Thorolf Dag * 1939).
Im Jahr 1940 wurde ihr Mann zur Wehrmacht einbezogen. Er diente zunächst bei der Wehrgeologenstelle 12 im Deutschen Afrikakorps, ab 1942 wurde er an die Ostfront versetzt. Paulina Olga Kuckelkorn-Guszalewicz flüchtete vor den ständigen Bombenangriffen aus Köln. Über mehrere Stationen kam sie 1944 nach Oberwertach bei Feldkirchen. Ihr Mann wurde Mitte Oktober 1944 an der Front schwer verwundet und aus dem Kriegsdienst entlassen. Am 5. August 1945 wurde Leo Kuckelkorn von den Amerikanern verhaftet und elf Monate in Bad Aibling arrestiert.
In dieser Zeit begann Paulina Olga Kuckelkorn-Guszalewicz in München mit der Porträtierung amerikanischer Offiziere, Künstler und Prominenter. Nach der Entlassung Leo Medard Kuckelkorns kehrte die Familie im Oktober 1946 nach Köln zurück. Da ihr Haus in Müngersdorf noch von der amerikanischen Militärregierung beschlagnahmt war, wohnten sie zunächst im Beerdigungsinstitut Pietät in der Friesenstraße. Nach einigen Auseinandersetzungen konnte die Familie am 30. September 1947 wieder die Villa in Müngersdorf beziehen.
Auch in Köln porträtierte sie zunächst für Zeitungen Personen der Zeitgeschichte: Politiker, Prominente, Könige, Künstler und Kleriker. In den Jahren 1948/49 zeichnete sie die Köpfe des Parlamentarischen Rates. Nach einem Krankenhausaufenthalt kehrte sie 1949 nicht mehr zu ihrem Mann zurück und arbeitete bis zu ihrem Tod unter ihrem Mädchennamen als Presse- und Parlamentszeichnerin der Bonner Republik. Aufgrund ihrer zunehmenden Bekanntheit bekam sie über offizielle Presseakkreditierungen Zugang zu politischen Veranstaltungen, Empfängen, Konzerten und Theateraufführungen. Sie porträtierte unzählige in- und ausländische Politiker, Könige, Künstler und Prominente. Die Zeichnungen von Paulina Olga Guszalewicz illustrierten u. a. die Textbeiträge in den Bonner Heften für Politik, Wirtschaft und Kultur. Von der Bundesregierung wurden mitunter ihre Porträts ausländischen Staatsgästen als Gastgeschenke unterbreitet.
Paulina Olga Guszalewicz wohnte am Kölner Hohenzollernring und starb am 15. Januar 1965 in Köln. Sie wurde auf dem Friedhof Melaten (Flur 52) im Familiengrab Guszalewicz neben ihren Eltern und ihrer Schwester beigesetzt.
Das Kölner Stadtarchiv beherbergt den Teilnachlass mit mehreren hundert Zeichnungen und Porträts. Neben zahlreichen Zeichnungen von den Politikern der Bonner Republik und 35 Botschaftern sind 180 Bildnisse von Musikern, Dirigenten und Intendanten und über 1000 Zeichnungen von Theater-, Opern- und Tanzaufführungen erhalten. Der Nachlass enthält außerdem umfangreiche Mappen von Fronleichnamsprozessionen in Köln, vom Kölner Karneval, vom Kölner Rheinpark und der Photokina, aber auch von politischen Konferenzen wie dem NATO-Treffen im Juli 1955, der Genfer Gipfelkonferenz 1955 oder der Parlamentseröffnung in Den Haag 1963.

## Werke (Auswahl)
- Ausstellung Porträts der Parlamentarischen (1949)
- über 150 Porträtzeichnungen von Bundeskanzler Konrad Adenauer[4]
- Porträts von Politikern und Staatsoberhäuptern, wie Dean Acheson, Karl Arnold, Willy Brandt, Aenne Brauksiepe, Theo Burauen, Thomas Dehler, Ludwig Erhard, Gustav Heinemann, Theodor Heuss, Edward Kennedy, John F. Kennedy, Robert Kennedy, Kurt Georg Kiesinger, Bruno Kreisky, Georg Leber, Heinrich Lübke, John McCloy, Robert McNamara, Erich Mende, Anastas Mikojan, Jean Monnet, Erich Ollenhauer, Georges Pompidou, Dean Rusk, Carlo Schmid, Robert Schuman, Elisabeth Schwarzhaupt, Ernst Schwering, Franz Josef Strauß, Herbert Wehner;
- Porträts von Musikern und Dirigenten, u. a. Otto Ackermann, Stefan Askenase, Wilhelm Backhaus, Karl Böhm, Walter Braunfels, Wilhelm Furtwängler, Paul Hindemith, Ludwig Hoelscher, Joseph Keilberth, Wilhelm Kempff, Hans Knappertsbusch, Richard Kraus, Yehudi Menuhin, Elly Ney, David Oistrach, Bernhard Paumgartner, Wolfgang Sawallisch, Hermann Scherchen, Thomas Schippers, Hans Schmidt-Isserstedt, Georg Solti, André Tschaikowsky, Günter Wand
- Porträts von Schauspielern und Regisseuren: Dieter Borsche, Lil Dagover, René Deltgen, Ernst Deutsch, Tilla Durieux, Attila Hörbiger, Lucy Millowitsch, Will Quadflieg, Marlene Riphahn, Oskar Fritz Schuh
- Porträts von Schriftstellern, Bildhauern: Werner Bergengruen, Ludwig Gies, Rudolf Hagelstange, Ewald Mataré, Edzard Schaper, Karl Heinrich Waggerl, Carl Zuckmayer;
- Porträts von Kirchenvertretern: Kardinal Joseph Frings, Egidio Lari, Karl zu Löwenstein-Wertheim-Rosenberg, Aloysius Muench, u. a.;
- sowie:
- Marika Kilius, Hans-Jürgen Bäumler, Albert Schweitzer;
- Soraya Pahlavi, Mohammad Reza Pahlavi, Elisabeth II., Kaiser Haile Selassi.